# Humberto de Campos
Humberto de Campos est une municipalité brésilienne située dans l'État du Maranhão.